# Аварский каганат
Ава́рский кагана́т — государство авар, существовавшее с 562 по 823 год и в период расцвета занимавшее территории (целиком или частично) современных Венгрии, Австрии, Словакии, Баварии, Польши, Украины, Чехии, Румынии, Хорватии, Сербии.
Основано каганом Баяном I. Одно из влиятельных государств эпохи великого переселения народов, в течение короткого времени контролировавшее Восточную Европу, в том числе часть земель более поздней Киевской Руси.

## История
Историю аварского каганата обычно начинают с 562 года. При кагане Баяне I авары, в союзе с лангобардами, уничтожили королевство гепидов и к 568 году закрепились на Среднем Дунае, подчинив местное славянское, германское и романизированное население. Созданная в Паннонии система крепостей — хрингов — служила аварам базой для завоевательных набегов. Аварское войско отличалось эффективной организацией и было хорошо оснащено — использовались железные стремена, хорошие доспехи и луки. По одной из версий, основной резиденцией кагана был хринг на территории современной Тимишоары.
Аваро-византийские войны начались с того, что в 582 г. авары захватили стратегический византийский форпост Сирмий, а на следующий год — Сингидун и опустошили Иллирию. В 597 г. авары захватывают Далмацию, после чего её заселяют предки хорватов. В 599 г. осаждают Томис на берегу Чёрного моря. Около 600 г. авары совместно со славянами-хорутанами заселяют Внутренний Норик. В 618 г. авары вместе со славянами осаждают Фессалоники.
В 623 г. западные славяне под предводительством Само поднимают восстание против авар. После победы восстания бывший франкский торговец был избран князем. Само вёл успешные войны с аварами и франками — в частности, после победы в 631 г. отвоевал у франков земли, заселённые лужицкими сербами.
В 626 г. авары поддержали Персию в ирано-византийской войне и во главе славянских ратей осадили Константинополь. Византийцы нанесли аварам поражение из-за того, что славянские штурмовые суда погибли по загадочным причинам, так что разгневанный каган стал убивать славян, которые вследствие этого покинули место дислокации. Авары же без славянской пехоты и штурмовых лодок взять столь хорошо укреплённый город, как Константинополь, оказались не в силах.
Сокрушительное поражение объединённых войск Аварского каганата у стен Константинополя подорвало могущество государства и прекратило аварскую экспансию. Ослаблению каганата способствовали и начавшиеся в 630-х годах внутренние распри. В 626 г., после поражения авар под Константинополем, от каганата отделяются кутригуры. В 631 г. авары на время подавляют восстание кутригуров. Хан Альцек после неудачной попытки захватить трон в Аварском каганате уходит со своей ордой из каганата. К 632 г. хан Кубрат, объединив племена кутригуров, утигуров и оногуров, создаёт средневековое государство Великая Болгария, окончательно вытеснив авар из Северного Причерноморья и Нижнего Дуная. К 640 г. хорваты вытеснили авар из Далмации.

### Франко-аварская война
Окончательное поражение Аварский каганат потерпел в конце VIII века в результате франко-аварской войны. В 788 г. баварскому герцогу Тассилону III удалось заключить с аварами союз против франков. Однако в том же году их войско было разбито, и Бавария входит в состав Франкского государства. Тогда Карл Великий разработал план окончательной расправы с аварами. Это положило начало длительной борьбе между франками и каганатом.
В 791 г. франки предприняли крупное контрнаступление против аваров, в котором участвовали и славянские отряды, в том числе карантанцы (предки словенцев). Франкские войска выступили двумя колоннами: одна, под руководством Карла Великого, овладела пограничными аварскими укреплениями в низовьях реки Рабы, другая, возглавляемая сыном Карла Пипином, двинулась из Фриульской низменности и, достигнув верховьев Савы, захватила здесь аварский хринг.
Уже эти первые неудачи повлекли за собой внутреннюю смуту в каганате, вылившуюся, кроме всего прочего, в убийство югура и кагана, что позволило фриульскому маркграфу Эрику в 796 г. нанести аварам решающий удар и взять главный хринг, находившийся, вероятно, в Трансильвании. Франки одержали полную победу, ликвидировавшую политическую самостоятельность Аварского каганата. В Ахен отправились обозы с сокровищами, накопленными аварами в течение столетий. Положение усугубила и активная антиаварская позиция протоболгар. Несмотря на безнадёжную ситуацию, авары в подавляющем своём большинстве не пожелали ни признать своего поражения, ни откочевать в безопасное место, но, напротив, яростно сопротивлялись. В результате их потери оказались столь катастрофическими, что они никогда больше не смогли от них оправиться. Почти вся аварская знать погибла.

Авары долго не смирялись с поражением. В 797 г. они восстали, и франки вынуждены были повторить поход, вновь увенчавшийся успехом. В конце 797 г. аварские послы опять присягнули на верность Карлу Великому. Однако восстание поднялось снова в 799 г., а в 802 г. были убиты все франкские должностные лица. Отдельные выступления аваров против франков имели место вплоть до 803 г. Воспользовавшись ослаблением Аварского каганата, который вёл на западе войну с франкской империей Карла Великого, болгарский хан Крум напал на авар. В 803—804 гг. он захватил все аварские земли до Среднего Дуная. Война закончилась полным разгромом аварского государства. Земли тимочан также были завоеваны ханом Крумом. Сами авары в пределах этих территорий были быстро ассимилированы, вероятно из-за родственности этносов авар и протоболгар. Покорённые авары приняли хана Крума в качестве правителя. В отличие от авар, покорённых франками, здесь они не поднимали восстаний. 

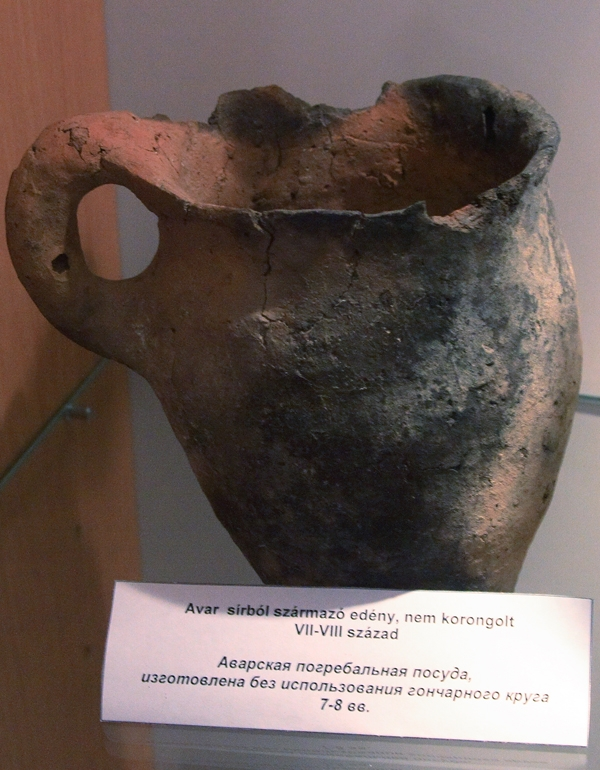
Аварская погребальная урна (VII—VIII век, Закарпатье)

Территория Аварского каганата была разделена между победителями. К 805 году Болгария завладела восточной частью каганата, немногим ранее западную часть каганата заняли франки. Новая граница между победителями прошла по среднему Дунаю.

### Исчезновение авар
Ранее, в 798 г. в Зальцбурге было учреждено архиепископство, проповедовавшее аварам христианскую религию. В 805 г. новую веру принял сам каган.
Превратив остатки аваров в своих вассалов и поставив во главе их крещёного кагана, франки предоставили им в пределах Восточной марки часть области с центром около Саварии (ныне г. Сомбатхей в Венгрии). Вскоре сюда стали проникать карантанцы. Их натиск был настолько сильным, что в 811 г. франки оказались вынужденными выступить на защиту аваров. Последний раз как отдельное племя, находившееся в вассальной зависимости от франков, авары упоминаются в источниках, датированных 822 годом. Через шесть лет, в ходе административных реформ Франкского государства, они были обращены в королевских подданных. В Верденском договоре (843 год) содержится упоминания о землях «Аварского королевства».
После разгрома Аварского каганата на Средний Дунай стали возвращаться бежавшие оттуда ранее славяне. Судя по археологическим материалам Моравии и Словакии, Нижней Австрии и округа Балатон, бассейнов Дравы и Савы, в IX веке славяне были основным населением Среднедунайского региона.

Широко известно выражение древнерусской «Повести Временных лет» — «Погибоша аки обре»; так говорят о чём-либо погибшем, бесследно исчезнувшем, так как в русских летописях авары именовались обрами. Смысл этой поговорки — карающая рука Господа в состоянии воздать должное и таким, казалось бы, непобедимым, надменным и упивающимся своей безнаказанностью людям как авары: 
Быша бо обре телом велици, а умом горди, и Бог потреби я, и помроша вси, и не остася ни един обрин. И есть притча в Руси и до сего дне: погибоша аки обре, их же несть племени, ни наследка 
В 899 году Паннонию захватывают венгры, с которыми сливаются остатки авар. К потомкам аваров, по мнению большинства венгерских учёных, относятся современные секеи, одна из субэтнических групп венгров. Согласно Н. Эрдели, секеи — потомки авар, вторгшихся в долину Дуная в VI веке.

## Административное управление
Верховная власть в аварском государстве принадлежала кагану, избиравшемуся народным собранием. Наместником кагана был тудун, который, вероятно являлся правителем отдельной части страны, и югур (возможно главный жрец). По поручению кагана, дань в стране собирали так называемые тарханы (скорее всего — знать). За тарханами, вниз по иерархической лестнице, шли вожди племён и родов. Роль племенных старейшин была значительной в жизни как каждого племени, так и каганата в целом.

## Этнический состав
Аварский каганат был полиэтнической державой. В современной историографии существуют следующие точки зрения на этногенез авар:
- авары — монголоязычный этнос (сяньби или жужани)[12];
- авары — племенной союз, главным образом тюркоязычных племён[13];
- авары — преимущественно ираноязычный этнос — хиониты, жившие в Приаралье, и объединившиеся с уграми.

## Экономика

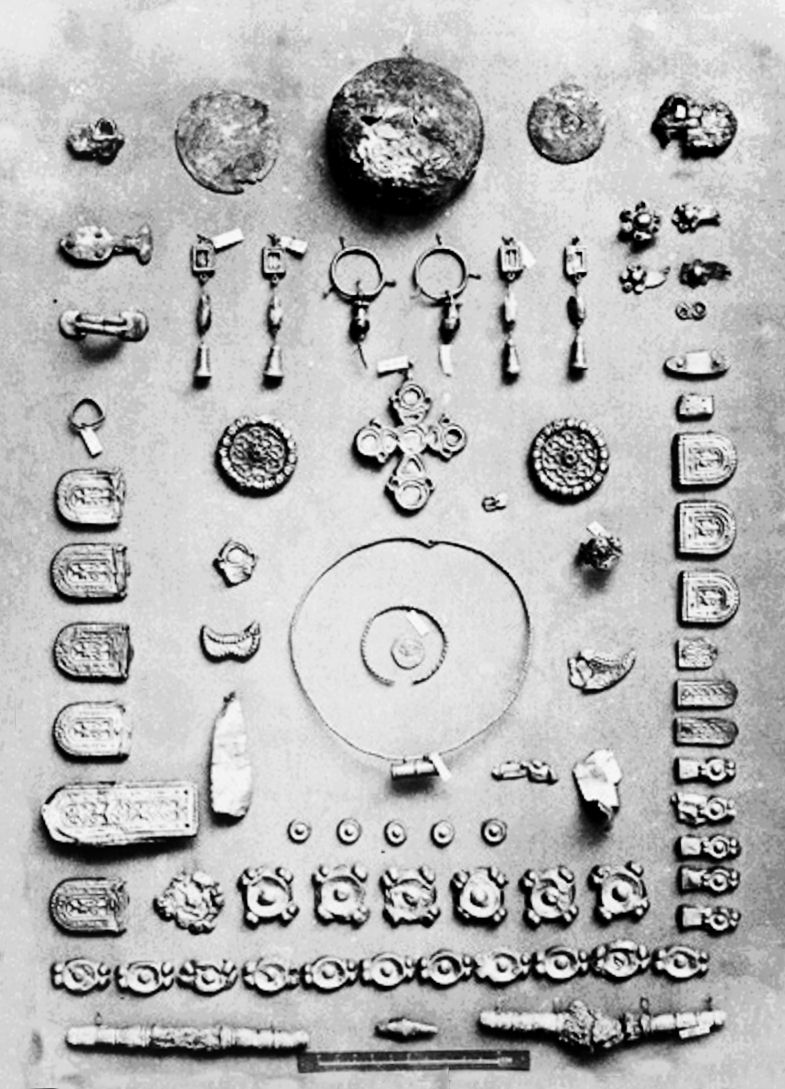
Аварский клад из Озоры

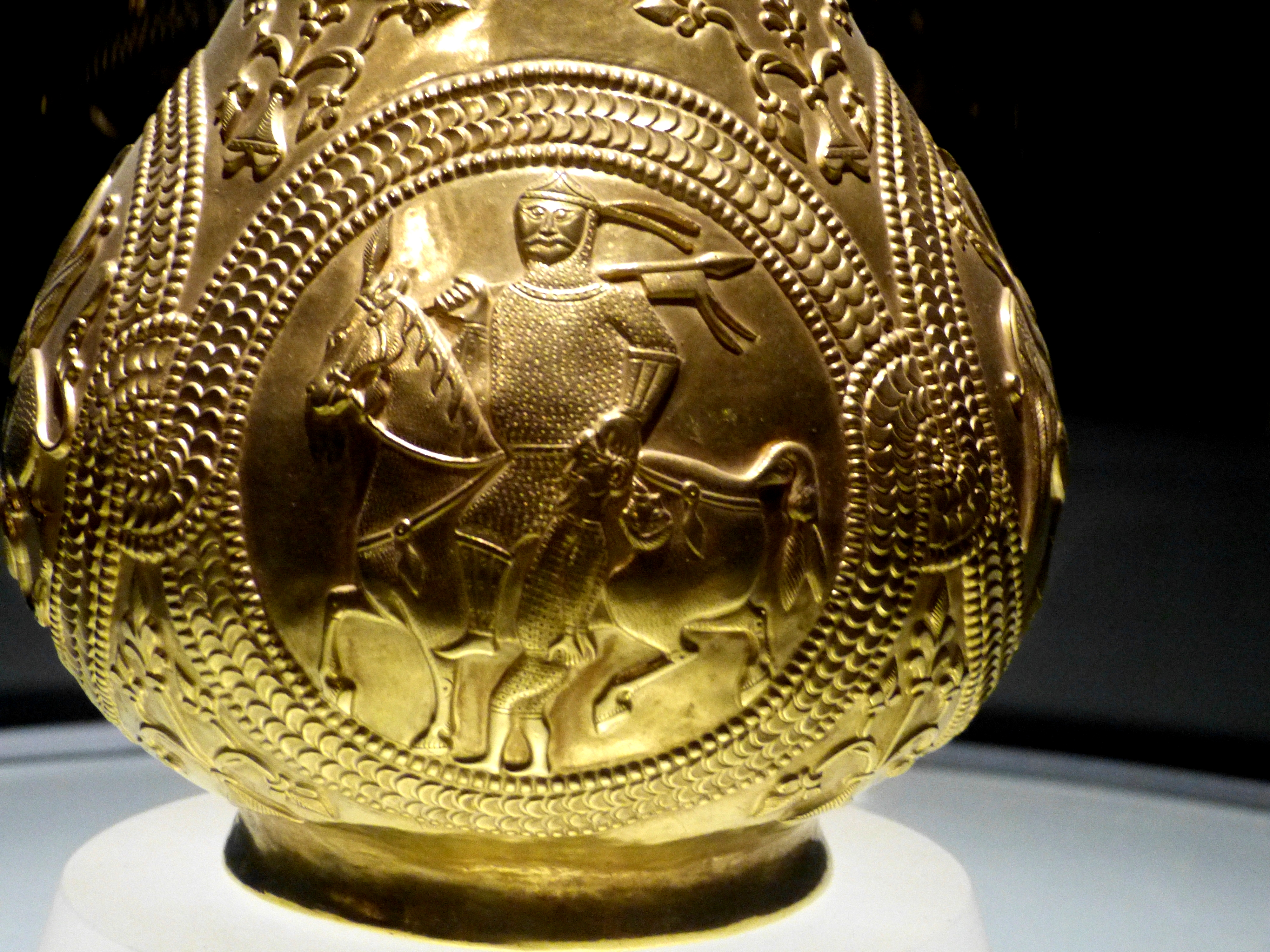
Изображение воина на кувшине из Надьсентмиклошского клада.

Хозяйство каганата основывалось на кочевом скотоводстве. Часть населения (в основном потомки римлян, сарматов и славян) занималась и земледелием. Институт рабства у аваров не был развит, использовались только домашние рабы из пленников или разорившихся местных.
Сами авары монеты не чеканили, но с середины VI в. византийцы выплачивали каганату дань золотом. Сумма годовой дани сначала достигала 80 тыс. золотых солидов, а позже достигла 120 тыс. солидов. Однако монеты в оборот не поступали, а вероятно переплавлялись для изготовления украшений, за исключением части, которая делилась между вождями.

## Искусство
Авары практически не оставили после себя произведений искусства, хотя и считается, что они были хорошими резчиками по кости. По свидетельству хроник, они изготовляли ковры, вышивки, ткани, занимались художественной обработкой серебра и дерева. Авары пользовались рунической письменностью, о чём свидетельствуют немногочисленные найденные археологами надписи. Возможно, именно авары оставили после себя знаменитый Надьсентмиклошский клад.

## Список аварских каганов
Список аварских каганов:
- 552? — 562? уп. 558 — Кандик, посол авар к византийскому императору
- 562—602 — Баян I
- 602—617 — Баян II
- 617—630 — брат предыдущего, имя неизвестно
- Неизвестные каганы
- 795—814 — Теодорус (Феодор), каган авар, крещённый Карлом Великим
- 814— ? — Авраам[англ.], по другой версии упоминается около 805 года и правил до 811 года[16]
- ? —835 — Канизавк